# Karl Wagenmann (Metallurg)
Karl Wagenmann (* 6. Februar 1888 in Köln; † 23. September 1953) war ein deutscher Metallurg.

## Leben
Wagenmann studierte Metallhüttenkunde an der Technischen Hochschule Aachen. 1912 erwarb er sein Diplom und bereits 1913 wurde er zum Dr.-Ing. promoviert. Danach war er einige Jahre als Assistent am Institut für Metallhüttenwesen und Metallurgie beschäftigt und habilitierte sich in Aachen als Privatdozent. Im Jahr 1918 übernahm er die Position des Leiters des Zentrallaboratoriums der Gewerkschaft für den Kupferschieferbergbau Mansfeld, die er bis 1946 innehatte, als ihm die Leitung der Abteilung Forschung und Entwicklung im Mansfelder Kombinat „Wilhelm Pieck“ übertragen wurde. Zugleich wurde er Direktor der Abteilung Hütten des Kombinats und arbeitete in dieser Funktion in mehreren Fachgremien mit. Dazu zählte nicht allein der „wissenschaftliche Rat des Ministeriums für Hüttenwesen und Erzbergbau“, sondern auch die Deutsche Akademie der Wissenschaften zu Berlin, der er seit Februar 1953 als ordentliches Mitglied angehörte.
1953 verstarb er infolge einer Herzembolie.

## Wirken
Mit seinem Namen sind zahlreiche verfahrenstechnische und bestehende Verfahren verbessernde Arbeiten verbunden, so das Verfahren zur Aufarbeitung von Eisensauen auf Molybdänsäure und Ferro-Molybdän. Gleiches gilt für die Gewinnung von Reinselen und Natriumselenit aus Kammerschlämmen. Ein wichtiges, sich aus den Gegebenheiten der damaligen DDR herleitendes Arbeitsgebiet war die Gewinnung von Edelmetallen aus dem Mansfelder Rohgold. Es gelang ihm in Zusammenarbeit mit W. Feit und G. Lindemann, Rhenium aus bleihaltigen Flugstäuben zu gewinnen. Weitere Arbeiten betrafen die Entwicklung eines Verfahrens zur Herstellung von hydraulischem Mörtel unter Nutzung von Rohschlacke. Er befasste sich auch mit der Verbesserung eines Verfahrens zur Herstellung von Pflastersteinen aus der Rohschlacke von Mansfeld.
Wagenmann trat mit verschiedenen Veröffentlichungen hervor. Von besonderer Bedeutung war die von ihm als Herausgeber übernommene Fortführung des dreibändigen Lehrbuchs der Metallhüttenkunde, einem Standardwerk, bis 1945 herausgegeben von Victor Tafel. Die Bände 1 und 2 konnten von Wagenmann vor seinem Tode 1953 noch erweitert und verbessert werden.

## Auszeichnungen
- 1950: Nationalpreis der DDR 2. Klasse für das Verfahren zur Gewinnung von Rhenium

## Schriften
- Die elektrische Leitfähigkeit der Metallegierungen im flüssigen Zustande, zugleich: Dissertation TH Aachen, Knapp, Halle an der Saale 1913
- mit Otto Barth/Rolf Borchers/Baron A. v. d. Ropp: Die Entwicklung der Gewinnung einiger Mansfeldscher Nebenprodukte (Nickel, Selen, Schwefelsäure, Blei und Molybdän), Knapp, Halle an der Saale 1923
- Bearbeitung und Neuauflage von Viktor Tafel: Lehrbuch der Metallhüttenkunde
  - Bd. 1., Gold, Silber, Platin, Kupfer , Hirzel, Leipzig 1951
  - Bd. 2., Blei, Zinn, Antimon, Zink, Kadmium, Hirzel, Leipzig 1953
  - Bd. 3., Nickel, Kobalt, Mangan, Chrom, Molybdän, Wolfram, Vanadin, Aluminium, Magnesium, Hirzel, Leipzig 1954